# Алексис (песник)
Алексис (Грчки: Ἄλεξις  активан у периоду  350 – 288 пре нов ере) био је грчки комични песник из периода средње комедије.
Рођен је у Тхурии (у данашњој Калабрији, Италија) у Великој Грчкој и рано је одведен у Атину, где је постао грађанин, уписан у деме Оион (Οἶον) и племена Леонтида. Сматра се да је доживео 106 година и умро на сцени док је био крунисан. Према Суда, енциклопедији из 10. века, Алексис је био ујак драматурга Менандара и написао је 245 комедија, од којих су данас сачувани само фрагменти, укључујући око 130 сачуваних наслова.
Имао је сина по имену Стефан (Στεφανος) који је такође био комични песник.
Плутарх наводи да је доживео 106 година и 5 месеци и да је умро на сцени док је био победнички крунисан. Он је свакако био жив после 345. п. н. е., јер га Есхинес помиње као живог те године. Такође је живео најмање од 288. п. н. е., од чега се рачуна његов датум рођења.
Пошто је написао много драма, исти одломци се често појављују у више од 3 драме. Говорило се да је у неким својим комадима позајмио и од Еубула и многих других драматичара. Алексије је био познат у римско доба; Аулус Гелије је приметио да су Алексијеву поезију користили римски комичари, укључујући Турпилија и вероватно Плаута.

## Сачувани наслови и фрагменти
Од било које Алексисове драме су сачувани само фрагменти – око 340 укупно, укупно око 1.000 редова. Они сведоче о ауторовој духовитости и префињености, које Атенеј хвали. Сачувани фрагменти такође показују да је Алексис измислио много речи, углавном сложеница, да је на необичан начин користио нормалне речи и правио чудне и необичне облике уобичајених речи. Главни извори за фрагменте његових ела су Стобеј и Атенеј.
Сачувано је следећих 139 наслова Алексијевих драма:
- Achaiis (The Achaean Woman)
- Adelphoi (The Brothers)
- Agonis, or Hippiskos
- Aichmalotos (The Prisoner of War)
- Aiopoloi (Goat-Herders)
- Aisopos (Aesop)
- Aleiptria (Female Physical Trainer)
- Ampelourgos (The Vine-Dresser)
- Amphotis
- Ankylion
- Anteia
- Apeglaukomenos
- Apobates (The Trick Rider)
- Apokoptomenos
- Archilochos
- Asklepiokleides
- Asotodidaskalos (Teacher of Debauchery)
- Atalante
- Atthis
- Bomos (The Altar)
- Bostrychos (Lock of Hair)
- Brettia (The Bruttian Woman)
- Choregis
- Daktylios (The Ring)
- Demetrios, or Philetairus
- Diapleousai (Women Sailing Across The Sea)
- Didymoi (The Twins)
- Dis Penthon (Twice Grieving)
- Dorkis, or Poppyzousa (Lip-Smacking Woman)
- Dropides
- Eis To Phrear (Into The Well)
- Eisoikizomenos (The Banished Man)
- Ekkeryttomenos
- Ekpomatopoios (The Cup-Maker)
- Epidaurios (The Man From Epidaurus)
- Epikleros (The Heiress)
- Epistole (The Letter)
- Epitropos (The Guardian, or Protector)
- Eretrikos (Man From Eretria)
- Erithoi (Weavers), or Pannychis (All-Night Festival)
- Galateia (Galatea)
- Graphe (The Document)
- Gynaikokratia (Government By Women)
- Helene (Helen)
- Helenes Arpage (Helen's Capture)
- Helenes Mnesteres (Helen's Suitors)
- Hellenis (The Greek Woman)
- Hepta Epi Thebais (Seven Against Thebes)
- Hesione (Hesione)
- Hippeis (Knights)
- Homoia
- Hypnos (Sleep)
- Hypobolimaios (The Changeling)
- Iasis (The Cure, or Remedy)
- Isostasion
- Kalasiris
- Karchedonios (The Man From Carthage)
- Katapseudomenos (The False Accuser)
- Kaunioi (The Men From Kaunos)
- Keryttomenos (The Proclaimed Man)
- Kitharodos (The Citharode)
- Kleobouline (Cleobuline)
- Knidia (The Woman From Cnidus)
- Koniates (Plasterer)
- Kouris (The Lady Hairdresser)
- Krateuas, or Pharmakopoles (Pharmacist)
- Kybernetes (The Pilot or Helmsman)
- Kybeutai (The Dice-Players)
- Kyknos (The Swan)
- Kyprios (The Man from Cyprus)
- Lampas (The Torch)
- Lebes (The Cauldron)
- Leukadia (Woman From Leucas), or Drapetai (Female Runaways)
- Leuke (Leprosy, or possibly The White Poplar)
- Lemnia (The Woman From Lemnos)
- Linos (Linus)
- Lokroi (The Locrians)
- Lykiskos
- Mandragorizomene (Mandrake-Drugged Woman)
- Manteis (Diviners, or Seers)
- Meropis (Meropis)
- Midon (Midon)
- Milesia (Milesian Woman)
- Milkon (Milcon)
- Minos (Minos)
- Mylothros (The Miller)
- Odysseus Aponizomenos (Odysseus Washing Himself)
- Odysseus Hyphainon (Odysseus Weaving Cloth)
- Olympiodoros
- Olynthia (The Woman From Olynthos)
- Opora (Autumn)
- Orchestris (The Dancing-Girl)
- Orestes (Orestes)
- Pallake (The Concubine)
- Pamphile
- Pankratiastes
- Parasitos (The Parasite)
- Pezonike
- Phaidon, or Phaidrias
- Phaidros (Phaedrus)
- Philathenaios (Lover of the Athenian People)
- Philiskos
- Philokalos, or Nymphai (Nymphs)
- Philotragodos (Lover of Tragedies)
- Philousa (The Loving Woman)
- Phryx (The Phrygian)
- Phygas (The Fugitive)
- Poietai (Poets)
- Poietria (The Poetess)
- Polykleia (Polyclea)
- Ponera (The Wicked Woman)
- Pontikos (The Man From Pontus)
- Proskedannymenos
- Protochoros (First Chorus)
- Pseudomenos (The Lying Man)
- Pylaia
- Pyraunos
- Pythagorizousa (Female Disciple of Pythagoras)
- Rhodion, or Poppyzousa (Lip-Smacking Woman)
- Sikyonios (The Man From Sicyon)
- Skeiron
- Sorakoi
- Spondophoros (The Libation-Bearer)
- Stratiotes (The Soldier)
- Synapothneskontes (Men Dying Together)
- Syntrechontes
- Syntrophoi
- Syrakosios (Man From Syracuse)
- Tarantinoi (Men From Tarentum)
- Thebaioi (Men From Thebes)
- Theophoretos (Possessed by a God)
- Thesprotoi (Men From Thesprotia)
- Theteuontes (Serfs)
- Thrason (Thrason)
- Titthe (The Wet-Nurse)
- Tokistes (Money-Lender), or Katapseudomenos (The False Accuser)
- Traumatias (The Wounded Man)
- Trophonios (Trophonius)
- Tyndareos (Tyndareus)

## Издања фрагмената сачуваних дела
- Augustus Meineke. Poetarum Graecorum comicorum fragmenta, (1855).
- Theodor Kock. Comicorum Atticorum fragmenta, i. (1880).
- Colin Austin and Rudolf Kassel. Poetae Comici Graeci. vol. 2.
- W. Geoffrey Arnott (12. 9. 1996). Alexis: The Fragments: A Commentary. Cambridge University Press. ISBN 978-0-521-55180-9.